# روستای حزباوی

## جمعیت
این روستا در دهستان جهاد قرار دارد و براساس سرشماری مرکز آمار ایران در سال ۱۳۸۵، جمعیت آن ۸۸ نفر (۱۸خانوار) بوده‌است.